# 6521 Pina
6521 Pina este un asteroid din centura principală de asteroizi.

## Descriere
6521 Pina este un asteroid din centura principală de asteroizi. A fost descoperit pe 15 iunie 1991 la Observatorul Palomar de Eleanor Francis Helin. El prezintă o orbită caracterizată de o semiaxă mare de 2,43 ua, o excentricitate de 0,23 și o înclinație de 9,9° în raport cu ecliptica.